# Balansun
Balansun est une commune française, située dans le département des Pyrénées-Atlantiques en région Nouvelle-Aquitaine.

## Géographie

### Localisation
La commune de Balansun se trouve dans le département des Pyrénées-Atlantiques, en région Nouvelle-Aquitaine.
Elle se situe à 52 km par la route de Pau, préfecture du département, et à 19 km d'Artix, bureau centralisateur du canton d'Artix et Pays de Soubestre dont dépend la commune depuis 2015 pour les élections départementales. 
La commune fait en outre partie du bassin de vie d'Orthez.
Les communes les plus proches sont : 
Castétis (2,8 km), Mesplède (3,2 km), Sallespisse (3,8 km), Sarpourenx (4,0 km), Argagnon (4,1 km), Biron (4,4 km), Maslacq (5,7 km), Orthez (5,8 km).
Sur le plan historique et culturel, Balansun fait partie de la province du Béarn, qui fut également un État et qui présente une unité historique et culturelle à laquelle s’oppose une diversité frappante de paysages au relief tourmenté.

### Communes limitrophes
Les communes limitrophes sont  Argagnon, Arthez-de-Béarn, Castétis, Mesplède, Orthez, Sallespisse et Sault-de-Navailles.
| Sallespisse | Sault-de-Navailles |                                      |
| Orthez      | Balansun           | Mesplède                             |
| Castétis    | Argagnon           | Arthez-de-Béarn (par un quadripoint) |

### Hydrographie

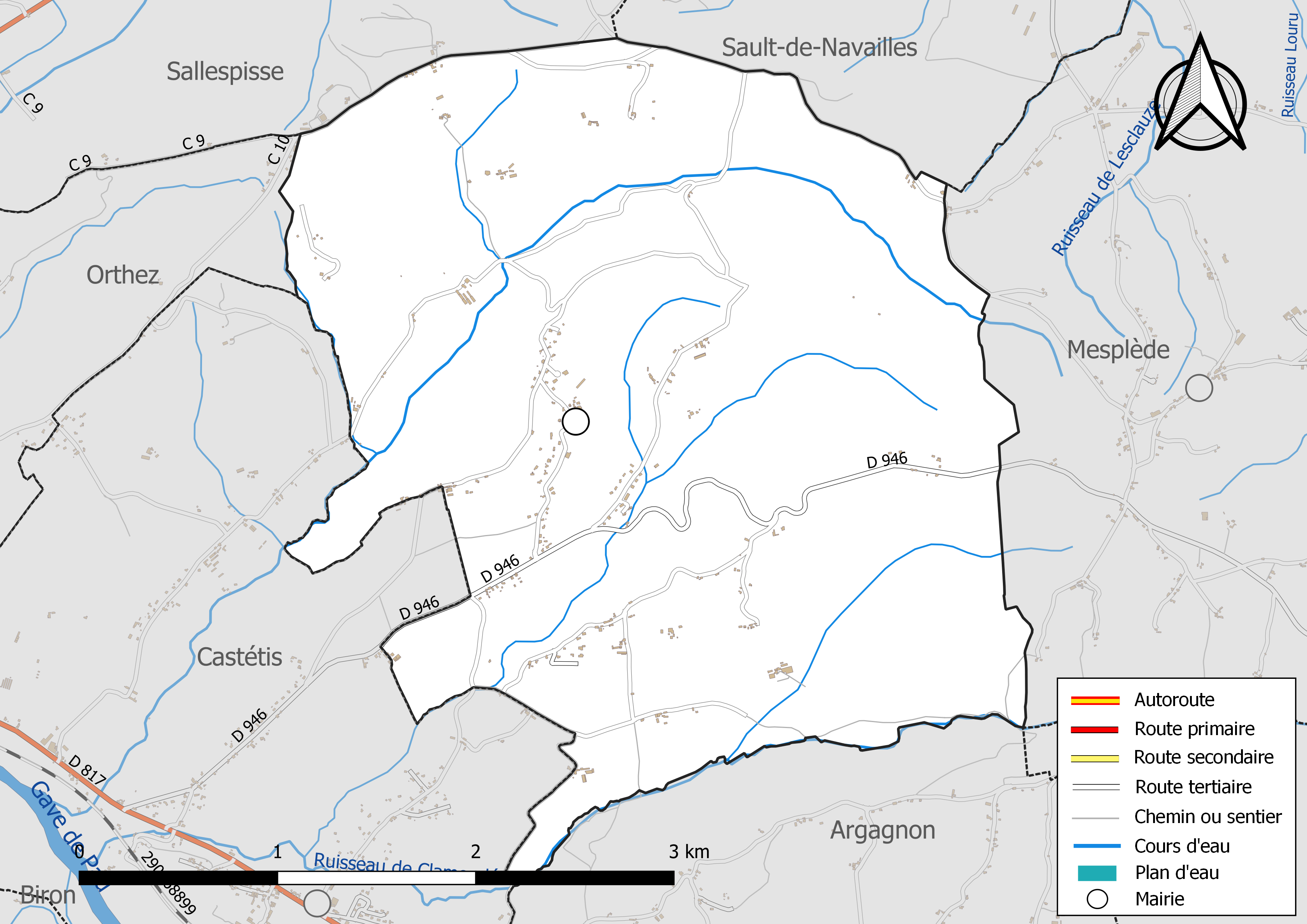
Réseaux hydrographique et routier de Balansun.

La commune est drainée par le ruisseau de Clamondé et par divers petits cours d'eau, constituant un réseau hydrographique de 14 km de longueur totale,.

### Climat
Pour des articles plus généraux, voir Climat de la Nouvelle-Aquitaine et Climat des Pyrénées-Atlantiques.
Historiquement, la commune est dans une zone de transition entre les climats océaniques aquitain et basque.  
En 2020, Météo-France publie une typologie des climats de la France métropolitaine dans laquelle la commune est exposée à un climat de montagne et est dans la région climatique Pyrénées atlantiques, caractérisée par une pluviométrie élevée (>1 200 mm/an) en toutes saisons, des hivers très doux (7,5 °C en plaine) et des vents faibles.
Pour la période 1971-2000, la température annuelle moyenne est de 13,4 °C, avec une amplitude thermique annuelle de 14,1 °C. Le cumul annuel moyen de précipitations est de 1 184 mm, avec 12,1 jours de précipitations en janvier et 7,9 jours en juillet. Pour la période 1991-2020, la température moyenne annuelle observée sur la station météorologique la plus proche, située sur la commune d'Orthez à 6 km à vol d'oiseau, est de 14,1 °C et le cumul annuel moyen de précipitations est de 1 211,5 mm,. Pour l'avenir, les paramètres climatiques de la commune estimés pour 2050 selon différents scénarios d’émission de gaz à effet de serre sont consultables sur un site dédié publié par Météo-France en novembre 2022.

### Milieux naturels et biodiversité

#### Réseau Natura 2000
Le réseau Natura 2000 est un réseau écologique européen de sites naturels d'intérêt écologique élaboré à partir des Directives « Habitats » et « Oiseaux », constitué de zones spéciales de conservation (ZSC) et de zones de protection spéciale (ZPS).
Un site Natura 2000 a été défini sur la commune au titre de la « directive Habitats » : le « gave de Pau », d'une superficie de 8 194 ha, un vaste réseau hydrographique avec un système de saligues encore vivace,.

## Urbanisme

### Typologie
Au 1er janvier 2024, Balansun est catégorisée commune rurale à habitat dispersé, selon la nouvelle grille communale de densité à sept niveaux définie par l'Insee en 2022.
Elle est située hors unité urbaine. Par ailleurs la commune fait partie de l'aire d'attraction d'Orthez, dont elle est une commune de la couronne,. Cette aire, qui regroupe 26 communes, est catégorisée dans les aires de moins de 50 000 habitants,.

### Occupation des sols

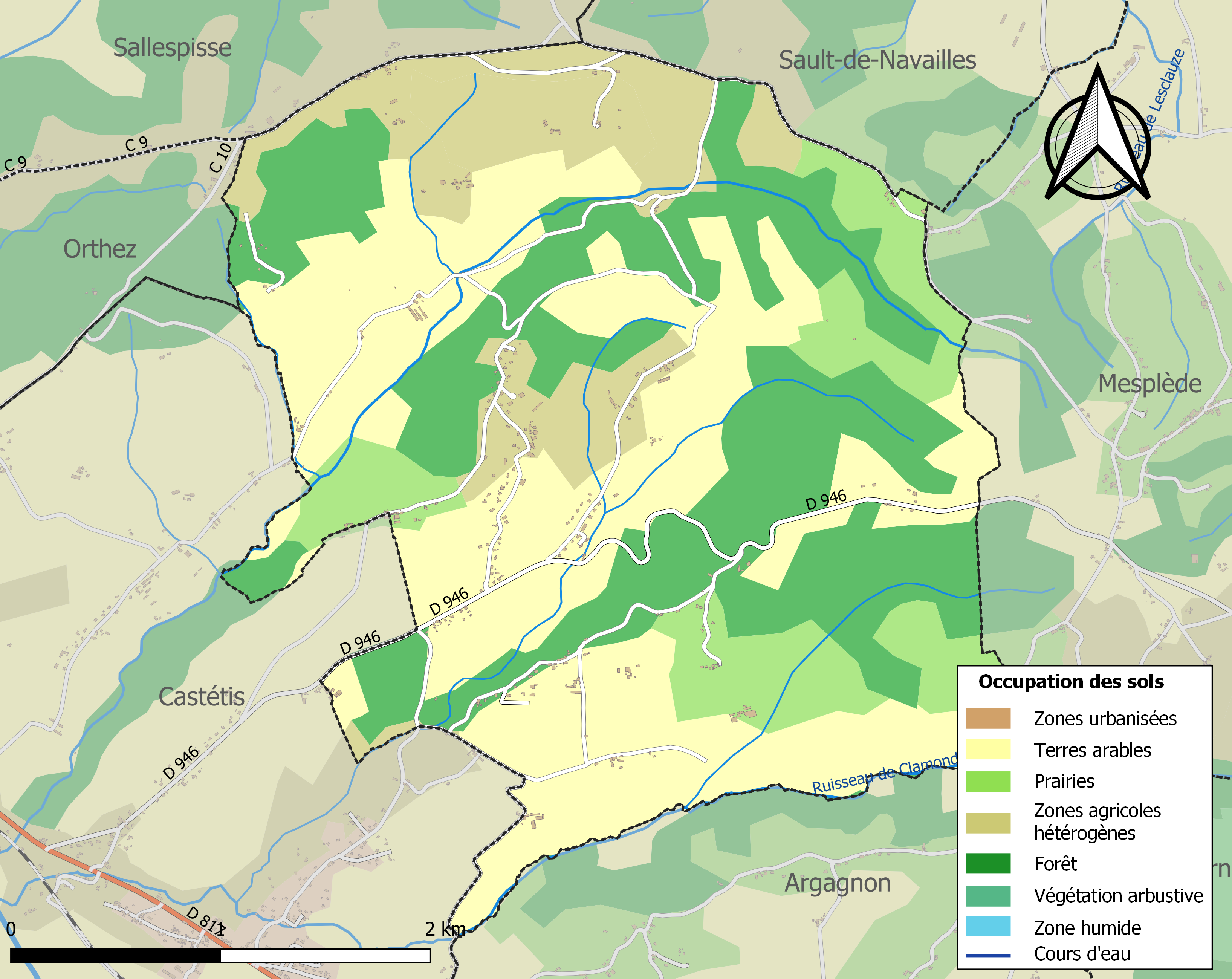
Carte des infrastructures et de l'occupation des sols de la commune en 2018 (CLC).

L'occupation des sols de la commune, telle qu'elle ressort de la base de données européenne d’occupation biophysique des sols Corine Land Cover (CLC), est marquée par l'importance des territoires agricoles (67,9 % en 2018), une proportion sensiblement équivalente à celle de 1990 (67,2 %). La répartition détaillée en 2018 est la suivante : 
terres arables (40,6 %), forêts (32,1 %), zones agricoles hétérogènes (15 %), prairies (12,3 %). L'évolution de l’occupation des sols de la commune et de ses infrastructures peut être observée sur les différentes représentations cartographiques du territoire : la carte de Cassini (XVIIIe siècle), la carte d'état-major (1820-1866) et les cartes ou photos aériennes de l'IGN pour la période actuelle (1950 à aujourd'hui).

### Lieux-dits et hameaux
- Barran[6]
- Bélou[6]
- Bergerayre[6]
- Bernadou[6]
- Bidau[6]
- Bordes[6]
- Bourroua[6]
- Bousque[6]
- Cabalé[6]
- Cabanne[6]
- Cantegrith[6]
- Cantonnier[6]
- Carsuzaa[6]
- Chou[6]
- Cousiner[6]
- Craber[6]
- Crabérou[6]
- Friquet[6],[22]
- Garly[6]
- Heugarès[6]
- Lacabanne[6]
- Laheuguère[6],[22]
- Larribau[6]
- Lasserre[6]
- Lay[6]
- Loup[6]
- Loustalet[6]
- Massioo[6]
- Menaut[6]
- Menusé[6]
- Millet[6]
- Moncaud[6]
- Monhort[6]
- Naudou[6]
- Rouby[6]
- Saint-Martin[6],[22]
- Sarraillot[6]
- Sautié[6]
- Tisnérot[6]
- Touyarot[6]
- Trotemenut[6]

### Voies de communication et transports
La commune est desservie par la route départementale 946.

### Risques majeurs
Le territoire de la commune de Balansun est vulnérable à différents aléas naturels : météorologiques (tempête, orage, neige, grand froid, canicule ou sécheresse) et séisme (sismicité modérée). Un site publié par le BRGM permet d'évaluer simplement et rapidement les risques d'un bien localisé soit par son adresse soit par le numéro de sa parcelle.

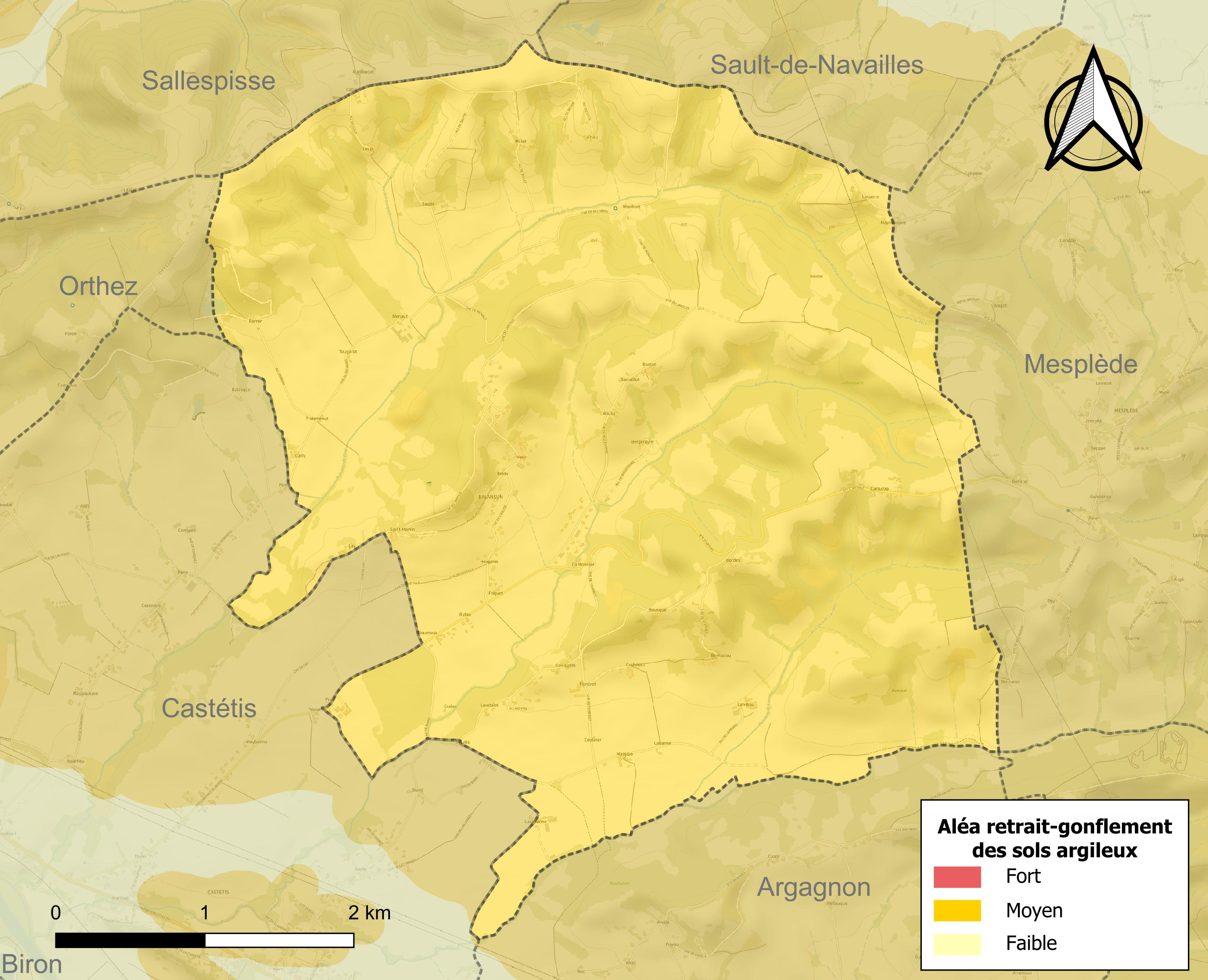
Carte des zones d'aléa retrait-gonflement des sols argileux de Balansun.

Le retrait-gonflement des sols argileux est susceptible d'engendrer des dommages importants aux bâtiments en cas d’alternance de périodes de sécheresse et de pluie. La totalité de la commune est en aléa moyen ou fort (59 % au niveau départemental et 48,5 % au niveau national). Depuis le 1er octobre 2020, en application de la loi ELAN, différentes contraintes s'imposent aux vendeurs, maîtres d'ouvrages ou constructeurs de biens situés dans une zone classée en aléa moyen ou fort,.
La commune a été reconnue en état de catastrophe naturelle au titre des dommages causés par les inondations et coulées de boue survenues en 1982, 1983, 1992, 2009, 2013 et 2018 et par des mouvements de terrain en 1983 et 2013

## Toponymie
Le toponyme Balansun est mentionné en 1205 sous cette même forme (titres de Bérérenx),  et apparaît sous les formes 
Balensun (XIIIe siècle, fors de Béarn et 1323, États de Béarn), 
Balensu (1343, notaires de Pardies), 
Valenssun (1385, censier de Béarn), 
Valencin (XIVe siècle, Jean Froissart, livre IV), 
Balanssun (1536, réformation de Béarn), 
Balensun (XVIIIe siècle, carte de Cassini), 
Balenzun (1793 ou an II) et 
Balensun (1801, Bulletin des lois).
Son nom béarnais est Valensun ou Balansû.
Il a pour origine un nom d'homme latin Valentius avec le suffixe -unum.
Bellegarde est une ferme et un fief de la commune, relevant de la vicomté de Béarn, et mentionné en 1538, sous la graphie Belegarde (réformation de Béarn).
Le fief de Friquet relevait de la vicomté de Béarn, et apparaît dans la réformation de Béarn en 1538 sous la forme la maison de Fricquet.
Laheuguère, ferme de la commune, est citée dans la réformation de Béarn au XVIe siècle, sous la graphie la Feuguere.
Saint-Martin désigne une ferme de Balansun, mentionnée dans le censier de Béarn en 1385 (Sent-Marthii).
Tresarbres était un fief de Balansun, relevant de la vicomté de Béarn, qui comptait 400 arpents en 1538 (réformation de Béarn).

## Histoire
Des outils du paléolithique ancien et moyen ont été retrouvés à Balansun.
Paul Raymond note que le fief de Balansun était vassal de la vicomté de Béarn.
En 1385, la commune comptait 27 feux et dépendait du bailliage de Pau.

## Politique et administration
Liste des maires
| Début | Fin      | Nom                                 |
| ----- | -------- | ----------------------------------- |
| 1792  | 1794     | Pierre Cazaban                      |
| 1794  | 1795     | Jean Bousqué                        |
| 1795  | 1797     | Arnaud Tisnérot                     |
| 1797  | 1800     | Jacques Vispalie                    |
| 1800  | 1803     | Jean Bousqué                        |
| 1803  | 1804     | Arnaud Casaux                       |
| 1804  | 1814     | Arnaud Tisnérot                     |
| 1814  | 1816     | Jean Moureu                         |
| 1816  | 1821     | Boniface Timothée Desbordes Louboey |
| 1821  | 1826     | Jean Tisnérot                       |
| 1826  | 1832     | Jean Cammau dit Péhau               |
| 1832  | 1837     | Léonard Moureu                      |
| 1837  | 1841     | Jean Caubet                         |
| 1841  | 1848     | Jacques Vispalie                    |
| 1848  | 1848     | Charles Guichebarou                 |
| 1848  | 1858     | Léonard Moureu                      |
| 1858  | 1871     | Pierre Lescurat                     |
| 1871  | 1886     | Jean Paraige                        |
| 1886  | 1896     | Jean Debaig                         |
| 1896  | 1900     | Jean-Baptiste Daugarou              |
| 1900  | 1912     | Jean Debaig                         |
| 1912  | 1942     | Jean Maubecq                        |
| 1942  | 1944     | Jean-Baptiste Daugarou              |
| 1944  | 1946     | Pierre Temboury                     |
| 1946  | 1977     | Alfred Debaig                       |
| 1977  | 1995     | Jean Sautié                         |
| 1995  | 2001     | Marie-Thérèse Maubecq               |
| 2001  | 2014     | Anny Furbeyré                       |
| 2014  | en cours | Bénédicte Alcétégaray               |

### Intercommunalité
La commune fait partie de quatre structures intercommunales :
- la communauté des communes de Lacq Orthez ;
- le SIVU de Balansun / Castétis ;
- le Syndicat Eau et Assainissement des Trois Cantons ;
- le Syndicat d'énergie des Pyrénées-Atlantiques.

### Politique environnementale
Dans son palmarès 2023, le Conseil national de villes et villages fleuris de France a attribué une fleur à la commune.

## Population et société

### Démographie
Le gentilé est Balansenais.
L'évolution du nombre d'habitants est connue à travers les recensements de la population effectués dans la commune depuis 1793. Pour les communes de moins de 10 000 habitants, une enquête de recensement portant sur toute la population est réalisée tous les cinq ans, les populations de référence des années intermédiaires étant quant à elles estimées par interpolation ou extrapolation. Pour la commune, le premier recensement exhaustif entrant dans le cadre du nouveau dispositif a été réalisé en 2005.

En 2022, la commune comptait 313 habitants, en évolution de +9,06 % par rapport à 2016 (Pyrénées-Atlantiques : +3,78 %, France hors Mayotte : +2,11 %).
| 1793 | 1800 | 1806 | 1821 | 1831 | 1836 | 1841 | 1846 | 1851 |
| ---- | ---- | ---- | ---- | ---- | ---- | ---- | ---- | ---- |
| 441  | 335  | 507  | 486  | 613  | 569  | 578  | 574  | 375  |

| 1856 | 1861 | 1866 | 1872 | 1876 | 1881 | 1886 | 1891 | 1896 |
| ---- | ---- | ---- | ---- | ---- | ---- | ---- | ---- | ---- |
| 374  | 329  | 305  | 276  | 271  | 265  | 270  | 269  | 254  |

| 1901 | 1906 | 1911 | 1921 | 1926 | 1931 | 1936 | 1946 | 1954 |
| ---- | ---- | ---- | ---- | ---- | ---- | ---- | ---- | ---- |
| 233  | 231  | 219  | 219  | 223  | 194  | 214  | 200  | 203  |

| 1962 | 1968 | 1975 | 1982 | 1990 | 1999 | 2005 | 2006 | 2010 |
| ---- | ---- | ---- | ---- | ---- | ---- | ---- | ---- | ---- |
| 177  | 202  | 206  | 215  | 209  | 207  | 223  | 230  | 244  |

| 2015 | 2020 | 2022 | - | - | - | - | - | - |
| ---- | ---- | ---- | - | - | - | - | - | - |
| 285  | 305  | 313  | - | - | - | - | - | - |

## Économie
L'activité est essentiellement tournée vers l'agriculture (élevage).

## Culture locale et patrimoine

### Patrimoine religieux

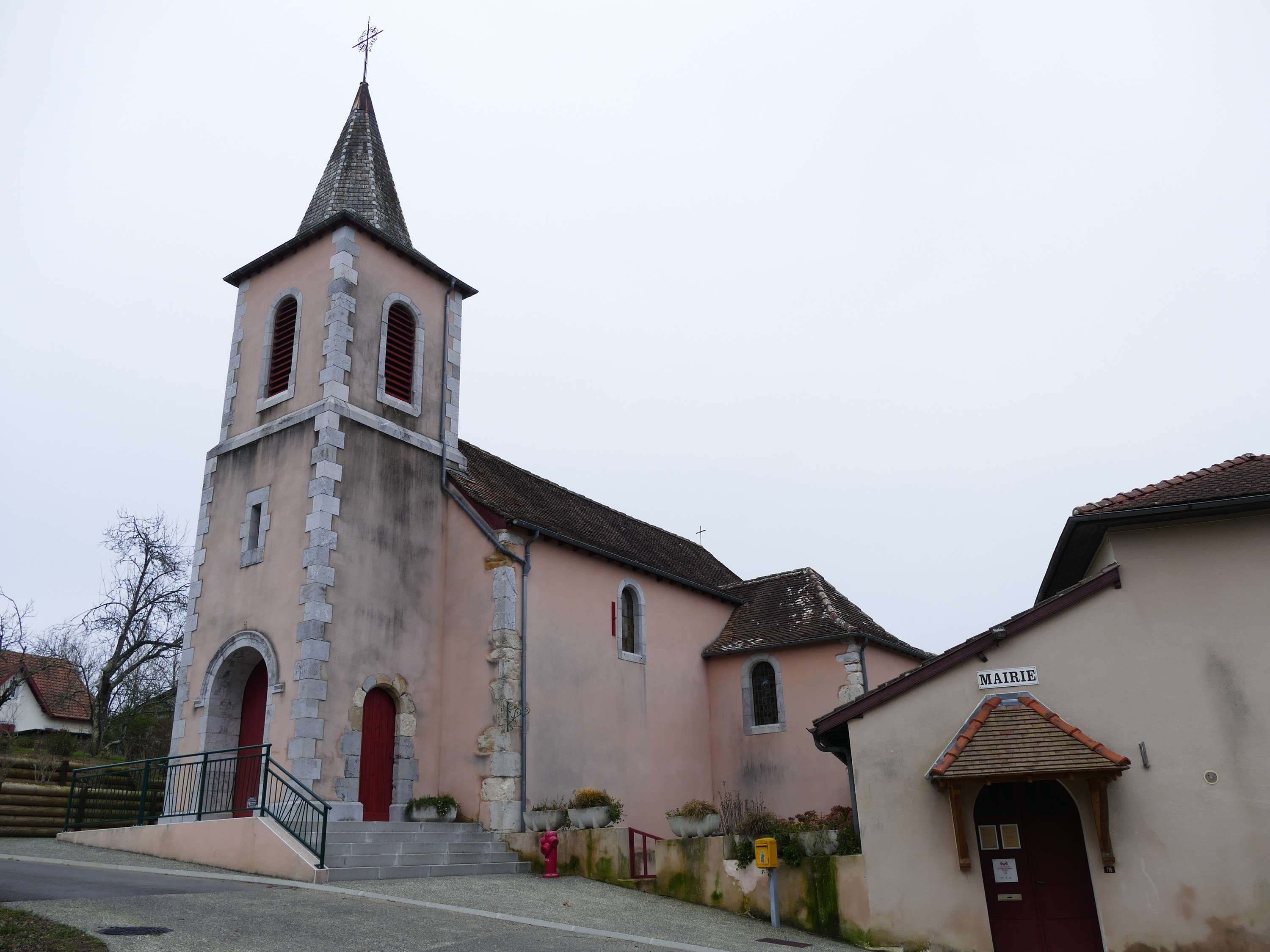
L'église de l'Assomption-de-Notre-Dame.

L'église paroissiale de l'Assomption-de-Notre-Dame date de 1850. Elle est inscrite à l'Inventaire général du patrimoine culturel.

## Équipements
La commune dispose d'une école primaire regroupée en RPI (Regroupement pédagogique intercommunal) avec l'école primaire de Castétis.

## Labels obtenus
En juin 2016, la commune a obtenu le diplôme de Village Étoile, à partir de l'Association nationale pour la protection du ciel et de l'environnement nocturnes (ANPCEM).

## Personnalités liées à la commune
Gédéon de Catalogne, célèbre officier des Troupes de marine de la Nouvelle-France, également arpenteur et cartographe réputé de la Nouvelle-France, est né le 11 novembre 1663 dans une famille protestante béarnaise résidant à Balansun.

## Pour approfondir